# さいごの戦い
『さいごの戦い』（さいごのたたかい、原題：The Last Battle ）は、C・S・ルイスによる児童文学「ナルニア国ものがたり」シリーズ7部作の最終作、ナルニア年代記として時系列順でも7番目で、『銀のいす』に続くナルニア世界の最期の物語にあたる。1956年に出版され、同年にカーネギー賞（イギリスの児童文学賞）を受賞した。日本語表記は、岩波書店で出版されている瀬田貞二訳による。

## 概要
キリスト教の「最後の審判」の比喩、ハルマゲドンが物語の中で大きなウェイトを占めている。また「影の国」の奥に「まことの国」があるという世界観には、プラトンのイデア論が反映されている。
評論家の石堂藍は「茫然とするような結末」と評しており、非常に賛否両論を巻き起こした。『ライラの冒険』の作者であるフィリップ・プルマンは「生を放棄し、死を賛美する最悪の結末」と本書を激しく批判した。日本の幻想文学作家の山尾悠子は、子どもの頃に読んで「敵も味方ももろともに暗い世界へと崩壊していくイメージ」に大きな衝撃を受けた作品で、深い思い入れがあると述べている。

## 登場人物
ユースチス・スクラブ（Eustace Scrubb）
人間の男の子。“クラレンス”（Clarence）というミドルネームがあったが（「朝びらき丸 東の海へ」）、「銀のいす」以降は語られない。
ジル・ポール（Jill Pole）
人間の女の子。
ヨコシマ（シフト、Shift the Ape）
年とった毛猿。ずる賢く、偶然手に入れたライオンの生皮を悪用し、トマドイを偽アスランに仕立て上げる。
トマドイ（パズル、Puzzle the Donkey）
ヨコシマの言いなりになっているロバ。純朴な性格。
チリアン王（King Tirian）
ナルニア最後の王。
アスラン（Aslan）
「大帝の息子」でナルニアの創造主である偉大なライオン。
タシ（Tash）
カロールメン人のあがめる神。

## あらすじ

### ライオンの皮をかぶせられたロバ
毛猿のヨコシマはライオンの皮を見つけて一計を案じ、ロバのトマドイにかぶせて偉大なライオン、アスランの振りをさせてナルニアを思い通りに動かそうとする。うまやにライオンの皮をかぶせたロバを入れ、夜、焚き火の明かりでナルニア人に遠くから拝ませて、毛猿の命令はアスランの命令だとナルニア人に思い込ませた。ナルニア人はチリアン王に至るまですっかりだまされる。

### 子どもたち
もの言うけものたちは奴隷のように使役され、木の精の宿る木々が切り倒され、チリアン王自身は毛猿の命令で捕えられ木に縛られてしまう。絶望したチリアン王の、“ナルニアの友”達に向けた救いを求める叫びに答えるように、ユースチスとジルがナルニアに現われる。

### 異教の神
毛猿は、タシという神を信じる隣国のカロールメン人をナルニアに引き入れ、アスランとタシは同じものだと言い始めていた。その嘘に引き寄せられるように、いつの間にか、本物のタシの神がうまやの中に現われた。
チリアン王を中心とするナルニアの勢力と、毛猿を中心とするカロールメン勢力との最後の戦いが行われる。カロールメン勢は、つかまえたナルニア人を片端からタシ神へのいけにえとしてうまやの中に放り込んでいった。

### 「うまや」の中
追い詰められたチリアンはカロールメン人の隊長・リシダを道連れにうまやに飛び込んだ。そこにタシが現われてリシダをつかまえて消える。
「うまやの中」は、実は日の光あふれる別の世界であった。チリアンは、ピーターはじめ、かつてナルニアに来たことのある人間たちに迎えられる。そこにアスランが現われる。

### だまされまいとする小人たち
毛猿にまんまとだまされていたと知った小人達は、二度とだまされまいと、全てを疑ってかかる。うまやの中に放り込まれたとき、そこが明るい日中だということすら、認めなかった。彼らは自分たち自身の心にとらわれていたのだった。

### 最後の審判
アスランは「時がきた」と告げる。彼の「時よ!」という咆哮に答えるように、空の星々が降りはじめ、全ての生き物がうまやをめざして押し寄せてきた。生き物達は、アスランの顔を見て、二手に分かれた。一手はアスランの左に伸びる影にはいっていくものたち、もう一手はうまやの戸口をくぐってはいってくるものたち。星々は空から降りてきて天も地も空っぽになったナルニアは荒れ果て、最後にはふくれあがった海にすべてが飲み込まれてしまう。ナルニアの終焉であった。

### まことの国
しかし、扉のこちらの世界もまたナルニアであることにチリアンたちは気づく。今までの世界が「影の国」、まぼろしのナルニアで、こちらこそが「まことのナルニア」だと。

### 再会
こどもたちはチリアン王やナルニア人とともにどんどん奥へと進んでいって、とうとう黄金の門にたどりつく。リーピチープに招じ入れられた彼らは、そこでナルニアの歴代の人々や生き物たちに迎えられる。アスランはこどもたちに、もう元の世界に戻る必要はないと告げる。

## 日本語訳
- さいごの戦い ナルニア国ものがたり (7) （瀬田貞二訳、ポーリン・ベインズ（イラスト）、岩波書店）
- 最後の戦い ナルニア国物語（7）（土屋京子訳、山尾悠子解説、光文社古典新訳文庫、2018年）
- 新訳 ナルニア国物語（7）最後の戦い （河合祥一郎訳、pako（装画）、角川文庫、2023年）